# Paweł Kołodziński
Paweł Kołodziński, né le 7 janvier 1988 à Gdańsk (Pologne), est un skipper polonais.

## Palmarès

### Jeux olympiques
- Jeux olympiques de 2012 13e en 49er avec Łukasz Przybytek

### Championnats de Pologne
- 2009 -  1re
- 2010 -  1re